# Paul Weiland
Paul Weiland (Londra, 11 luglio 1953) è un regista e sceneggiatore inglese.

## Filmografia parziale

### Cinema
- Leonard salverà il mondo (Leonard Part 6) (1987)
- Scappo dalla città 2 (City Slickers II: The Legend of Curly's Gold) (1994)
- Come ho conquistato Marte (Rocketman) (1997)
- The All New Adventures of Laurel & Hardy in For Love or Mummy (1999)
- Sixty Six (2006)
- Un amore di testimone (Made of Honor) (2008)

### Televisione
- Living with Dinosaurs (1989)
- Bernard and the Genie (1991)
- Mr. Bean (5 episodi (1991-1994)